# Bryan Hextall senior
Bryan Aldwyn Hextall senior  (* 31. Juli 1913 in Grenfell, Saskatchewan; † 25. Juli 1984 in Portage la Prairie, Manitoba) war ein kanadischer Eishockeyspieler (Rechtsaußen) und -trainer, der von 1936 bis 1948 für die New York Rangers in der National Hockey League spielte.

## Karriere
Bevor Hextall mit 23 Jahren zu den New York Rangers in die NHL wechselte, hatte er im Westen Kanadas, unter anderem in Vancouver gespielt.
Nach drei Spielen in der Saison 1936/37 schaffte er in der folgenden Saison den Durchbruch. Viele Jahre bevor dies eine übliche Taktik wurde, spielte er als Linkshänder auf dem rechten Flügel. Er bevorzugte den Winkel zum Tor, den ihm diese Position gab. Es gelang ihm in sechs aufeinanderfolgenden Spielzeiten über 20 Tore zu erzielen. Er war regelmäßig unter den besten Scorern der NHL erzielte 1940 und 1941 die meisten Tore in der NHL. In der Saison 1939/40 entschied er mit einem Tor in der Nachspielzeit die Finalserie und sicherte den Rangers so den Stanley-Cup-Gewinn. Viermal in Folge wurde er als bester Rechtsaußen der NHL ins NHL All-Star Team gewählt.
Der Krieg und eine Erkrankung der Leber nahmen ihn für fast zwei Jahre aus dem Geschehen. Er kehrte zur Saison 1946/47 zurück und schaffte wieder über 20 Tore. Nach einer weiteren Saison in der NHL bestritt er noch eine Spielzeit in der American Hockey League.
Einige Jahre später versuchte er sich in unteren Ligen als Trainer.
Die Begeisterung für das Eishockey hatte er seinen Söhnen Bryan junior und Dennis mitgegeben. Beide spielten für die Rangers und schafften nach der Erweiterung der Liga Ende der 1960er Jahre jeweils über 500 NHL-Spiele. Sein Enkel Ron Hextall startete 1987 seine NHL-Karriere und zählte zu den besten Torhütern seiner Zeit.
Bryan Hextall wurde 1969 mit der Aufnahme in die Hockey Hall of Fame geehrt.

## Sportliche Erfolge
- Stanley Cup: 1940

### Persönliche Auszeichnungen
- NHL First All-Star Team: 1940, 1941 und 1942
- NHL Second All-Star Team: 1943
- NHL-Topscorer: 1942 (später wurde hierfür die Art Ross Trophy vergeben)
- Bester Torschütze: 1940 und 1941 später wurde hierfür die Maurice Richard Trophy vergeben